# Robert Nobel
Robert Hjalmar Nobel (4. srpna 1829 – 7. srpna 1896) byl švédský podnikatel, průmyslník a investor. Byl zakladatelem společnosti Branobel a průkopníkem ruského ropného průmyslu.

## Životopis
Robert Hjalmar Nobel se narodil 4. srpna 1829 ve farnosti Maria Magdalena ve Stockholmu ve Švédsku jako nejstarší syn Andrietty Ahlsellové a jejího manžela Immanuela Nobela. Byl bratrem Emila Oscara Nobela, Ludviga Nobela a Alfreda Nobela.
V roce 1873 začal podnikat v ázerbájdžánském Baku a do rozrůstající se společnosti zapojil i svého bratra Ludviga. V roce 1876 koupil podíl v ropné rafinerii v Baku. O dva roky později oba bratři společně s třetím bratrem Alfredem Nobelem společnost založili Naftabolaget Bröderna Nobel, zkráceně Branobel.
V roce 1880 obchod převzal jeho bratr Ludvig, protože se Robertovo zdraví zhoršovalo. Vrátil se do Švédska, kde se léčil. Sídlil na několik přímořských letovisek v jižní Evropě, než se v roce 1888 usadil v Getå v obci Norrköping. Zemřel v 7. srpna 1896, krátce po svých 67. narozeninách. Pohřben byl na Norra begravningsplatsen ve Stockholmu.